# Umklappprozess

Umklappprozess im quadratischen Gitter: aus der 1. Brillouin-Zone herausgehende Wellenvektoren werden um einen Gittervektor reduziert

Umklappprozess bezeichnet in der Festkörperphysik eine Streuung von Phononen am Gitter. Berücksichtigt man bei der Behandlung der Gitterschwingungen Abweichungen vom linearen Kraftgesetz zwischen den Gitteratomen, so erhält man eine Wechselwirkung der Phononen. Der erste anharmonische Term beschreibt die Dreiphononenprozesse. Ragt bei einem Dreiphononenprozess nun der resultierende Wellenvektor {\displaystyle k+k'} aus der ersten Brillouin-Zone heraus, so wird er reduziert um einen reziproken Gittervektor {\displaystyle G}. Der diesem Gittervektor {\displaystyle G} entsprechende Impuls {\displaystyle \hbar G} wird dabei an das Gitter übertragen. Es gilt also die Quasiimpulserhaltung {\displaystyle \hbar k+\hbar k'=\hbar k''+\hbar G}.
Er wurde zuerst von Rudolf Peierls beschrieben.